# Eduardo Arturo Vázquez
Eduardo Arturo Vázquez (Buenos Aires, 30 de agosto de 1975) es un músico argentino, ex baterista de la banda de rock Callejeros. Integró la banda hasta el mes abril de 2010, cuando fue expulsado debido al episodio de violencia en el cual asesinó a Wanda Taddei, su esposa. El 14 de junio de 2012 fue condenado a 18 años de prisión por el caso, pero dicha sentencia fue revisada el 19 de septiembre de 2013 por la Cámara de Casación, la cual impuso en su lugar una pena de prisión perpetua.

## Biografía
Eduardo Vázquez nació en 1975 en una familia de clase media alta del barrio Belgrano siendo hijo de Eduardo Vázquez y de Dilva Lucía Paz. Su padre, dueño de una agencia de viajes, abandonó a su familia, cuando el futuro músico tenía apenas cinco años. Su madre debió salir a trabajar de cajera para mantenerlo y en 1980 se mudaron a Villa Celina, La Matanza, donde conocería a quienes serían sus compañeros en la futura banda Callejeros. Fue su madre quien le regaló su primera batería a los 16 años, y en donde comenzó a experimentar sus primeros ritmos en dicho instrumento.
En 1995, junto a Patricio Santos Fontanet y cuatro jóvenes más comenzaron a juntarse para tocar rock and roll en una banda que al principio se llamaría Río Verde (por "Green River", una canción de la banda Creedence Clearwater Revival, grupo del cual eran fanáticos) pero que luego sería conocida por el nombre de "Callejeros".
Vázquez vivió junto a sus compañeros el ascenso meteórico de Callejeros: pasaron de grabar un par de demos a lograr lanzar tres discos ("Sed", "Presión" y "Rocanroles sin destino") y de presentarse en teatros barriales a tocar en el mítico Estadio Obras Sanitarias durante 2004, el año de su consagración.
Pero el 30 de diciembre de 2004, Vázquez fue protagonista de la tragedia no natural más grande de la Argentina, cuando una candela (elemento pirotécnico) prendió una de las telas (mediasombra) que se extendían bajo el techo del local República Cromañón, ubicado en el barrio porteño de Balvanera. En el interior del edificio había más de 3000 personas que habían concurrido a ver a la banda, entre las cuales se encontraba la madre de Vázquez, quien finalmente murió.
Luego de la tragedia él, como toda la banda, debió seguir el largo proceso judicial oral por homicidio que duró casi cinco años. Al final, la justicia condenó a Omar Chabán, dueño del local, y al mánager de la banda, Diego Argarañaz, y absolvió a los músicos, en primera instancia.

## Femicidio de Wanda Taddei

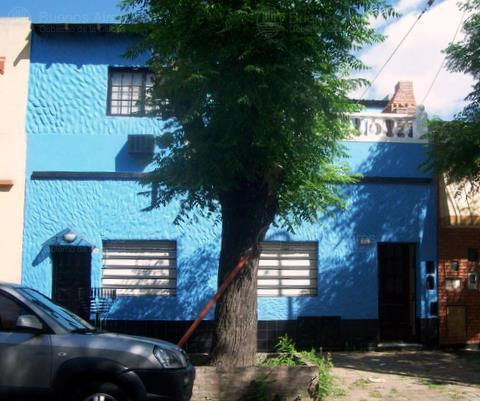
La casa de Eduardo Vázquez donde prendió fuego a Wanda Taddei ubicada en Pizarro 7083, barrio porteño de Mataderos.

El 21 de febrero de 2010, Wanda Taddei (29 años) la esposa de Vázquez, murió después de haberse prendido fuego en circunstancias que, como no pudo testimoniar, no quedaron claras. Eduardo Vázquez, aseguró que Wanda estaba limpiando un estante con alcohol, y que en una discusión lo salpicó, él se prendió fuego y ella se incendió después por tratar de ayudarlo.
Vázquez contó que la discusión se originó porque la madrugada del 10 de febrero retrasó su regreso por un ensayo y su esposa comenzó a recriminarle con reiteradas llamadas a su teléfono móvil, que él decidió apagar. El músico agregó que cuando llegó a la vivienda que compartían en el barrio Mataderos, Taddei siguió la discusión, protestando porque él priorizaba a sus amigos. 
En su relato Vázquez destacó que a causa de la discusión su mujer le había impedido dormir en la habitación matrimonial, por lo que optó por hacerlo en un sillón en el comedor, momento en que Taddei cortó la luz general de la casa. 
"No hay cosa peor para mí que me puedan hacer, porque después de lo de Cromañón me cuesta mucho estar a oscuras", dijo Vázquez en su indagatoria, en referencia al incendio de la discoteca en diciembre de 2004.
El 4 de noviembre Vázquez quedó detenido en los tribunales de Comodoro Py, fue procesado por "homicidio agravado".
El 28 de febrero de 2012 empezó el juicio, en el cual fue declarado culpable y, el 14 de junio, fue sentenciado a 18 años de prisión, condena menor a la solicitada por el fiscal por considerarse que hubo emoción violenta.
El 18 de septiembre de 2013 finalmente se determinó prisión perpetua.
El 7 de noviembre de 2014 el caso llegó a la Cámara de Casación y, en septiembre de 2016, los tres jueces agravaron la condena. Resolvieron que el homicidio no fue el resultado de un arrebato sino la gota que colmó un vínculo que ya era violento. Y, al quitarle el atenuante, quedó la pena máxima: cadena perpetua, es decir, 35 años de prisión. Desde entonces, está detenido en el Complejo Penitenciario de Ezeiza.[cita requerida]

## Sentencia Caso Cromañon
El 30 de diciembre de 2004, durante un recital de la banda Callejeros en Cromañon, se produce un incendio. Se realiza un juicio en el que la banda fue absuelta en 2009 por el hecho. En abril del 2011 la Cámara de Casación revisó la sentencia condenando a todos los miembros de la banda y otras personas involucradas como partícipes necesarios del delito de "Incendio Culposo seguido de muerte en concurso real con cohecho activo". 
El 17 de octubre de 2012 fue sentenciado a seis años de prisión. 
Se ordenó el inmediato cumplimiento de la pena impuesta a todos los condenados (catorce en total), por el Caso Cromañón.
En 2012, tras la sentencia fue el único que ya se encontraba detenido con anterioridad, condenado por el crimen de su esposa Wanda Taddei.